# Принцеса і дракон

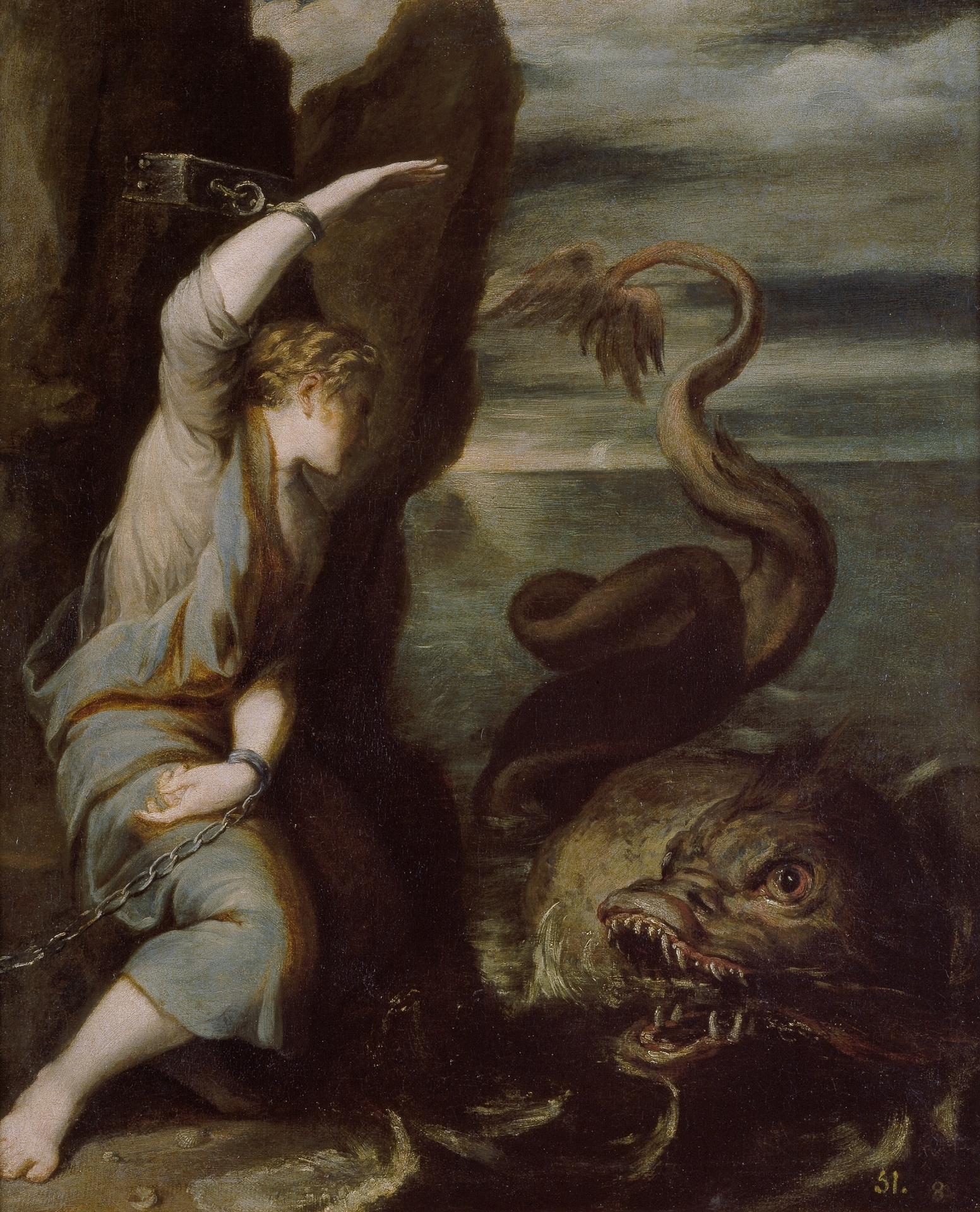
Андромеда" Хуана Антоніо де Фріаса-і-Ескаланте (1633—1670), що зображує принцесу Андромеду з грецької міфології, прикуту до скелі як жертву драконоподібному морському чудовиську Киту.

Принцеса і дракон — архетиповий сюжет, спільний для багатьох легенд, казок і лицарських романів. Нортроп Фрай визначив його як центральну форму пригодницького роману.
Історія включає жінку вищого класу, як правило, принцесу або із подібної високої аристократії, яку доброчесний герой рятує від дракона: або буквального дракона, або подібної небезпеки (див. Діва в біді). Вона може бути першою жінкою, якій загрожувала небезпека, а може бути завершенням довгої низки жінок, які не мали такого високого походження, як вона, або такої ж долі. Зазвичай принцеса в кінцевому підсумку виходить заміж за драконовбивцю.
Мотиви: 1) героя, що знаходить принцесу, яку збираються принести в жертву дракону, і рятує її; 2) лже-героя, який займає його місце, і остаточного відкриття справжнього героя, — є ознаками казки типу 300 «Вбивця драконів» за класифікацією Аарне — Томпсона. Вони також з'являються в казці типу 303 «Два брати». Ці дві казки, в різних варіантах, були знайдені в різних країнах світу.
Сценарій «принцеса і дракон» має ще більшу вагу в народній уяві, ніж в оригінальних казках; стереотипний герой уявляється як такий, що вбиває драконів, хоча, наприклад, у братів Грімм було лише кілька казок про винищувачів драконів і велетнів серед сотень казок.

## Історія
Один із найперших прикладів мотиву походить із давньогрецької казки про Персея, який врятував принцесу Андромеду від Кита, морського чудовиська, яке часто описують як схожого на змія чи дракона. Мотив було використано в інших грецьких міфах, таких як про Геракла, який врятував принцесу Гесіону з Трої від подібного морського чудовиська. Більшість стародавніх версій зображували дракона як вираження гніву божества: у випадку Андромеди тому, що її мати, цариця Кассіопея порівнювала її красу з красою морських німф, а у випадку Гесіони тому, що її батько порушив угоду з Посейдоном. Мотив рідше зустрічається в казках та інших, пізніших версіях, де дракон часто діє зі злого наміру.
В грецькій міфології також зустрічається одностатевий різновид: в Крісі та Феспіях про жахливого звіра, який спустошував ці місця, якщо не було принесено в жертву юнака (Алкіоней у Кріссі та Клеострат у Феспіях). В обох випадках чоловік, який закоханий у юнака (Еврибар і Менестрат відповідно), вступає на місце юнака та вбиває чудовисько.

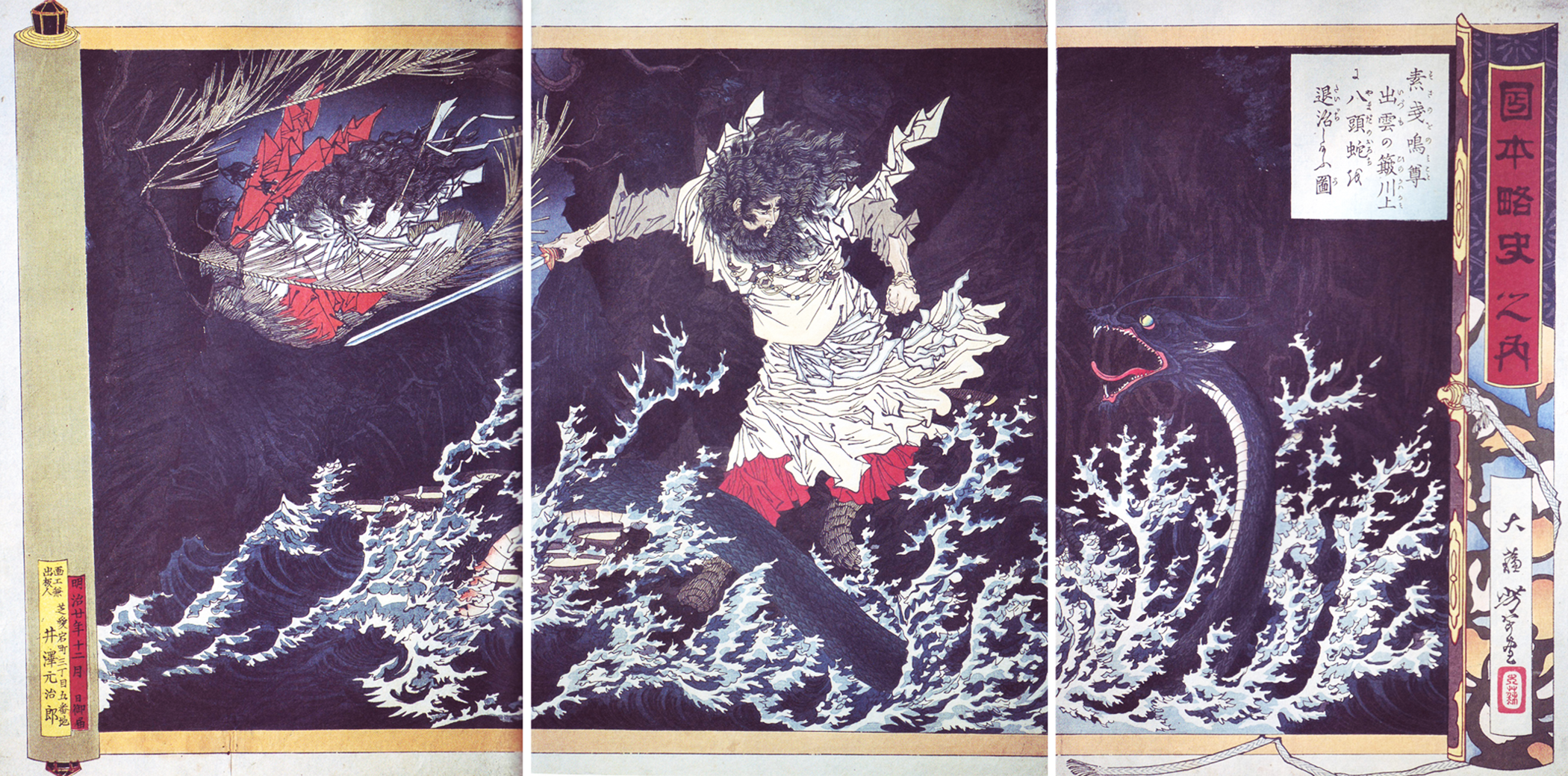
Сусаноо вбиває Ямату но Орочі, художник Йосітосі

Японська легенда про Ямата-но ороті також звертається до цього мотиву. Божество Сусаноо стикається з двома «Земними Божествами», які були змушені принести в жертву багатоголовому чудовиську своїх семи дочок, і наступною жертвою стає їхня дочка Кусінадахіме. Сусаноо здатний вбити дракона, напоївши його саке (алкоголь із рису).
Інший варіант — з історії про святого Георгія та дракона (змія). Історія починається з того, що дракон виває гніздо біля джерела, яке забезпечує місто-державу водою. Тому громадянам довелося тимчасово витягнути дракона з його гнізда, щоб набрати води. Для цього вони приносили дракону щоденну людську жертву. Шляхом жеребкування обирали жертву дня. Зрештою в цій лотереї жереб випав місцевій княжні. Також місцевий монарх іноді зображується тим, хто безрезультатно благає про своє життя. Її пропонують дракону, але в цей момент прибуває мандрівний святий Георгій. Він стикається з драконом, перемагає його та рятує княжну; Деякі версії стверджують, що дракона не вбивають у бою, а заспокоюють, коли Георгій пов'язує пояс принцеси навколо його шиї. Тоді вдячні громадяни відмовляються від свого споконвічного язичництва і приймають християнство.
Подібна до святого Георгія історія, приписувана руським джерелам, є історія святого Григорія Хороброго: після падіння царств Содома і Гоморри, царству «Араюії» загрожує морське чудовисько, яке щодня вимагає людську жертву. Правитель-мачуха прислала в жертву княжну Єлизавету Прекрасну. Григорій Хоробрий рятує Єлизавету та використовує її пояс, щоб зв'язати звіра. На знак її визволення він вимагає побудови трьох церков.
У казці з Тибету королівство страждає від посухи через те, що два «боги-змії» блокують потоки води біля джерела. Обидва дракони також вимагають жертв від підданих королівства, чоловіків і жінок, щоб заспокоїти їх, доки принц Шалу та його вірний супутник Саран не вирішують покласти край їхньому існуванню.
Коли в казці йдеться не про дракона, а про троля, велетня чи огра, принцеса часто є полоняницею, а не збирається бути з'їденою, як у «Трьох принцесах Білої землі». Ці принцеси часто є життєво важливим джерелом інформації для своїх рятівників, розповідаючи їм, як виконувати завдання, які ставить перед ними викрадач, або як убити чудовисько, а коли вона не знає, як у «Велетні, у якого не було серця в тілі», вона часто може видобути інформацію у велетня. Незважаючи на безпорадність героя без цієї інформації, принцеса не в змозі скористатися цими знаннями самостійно.

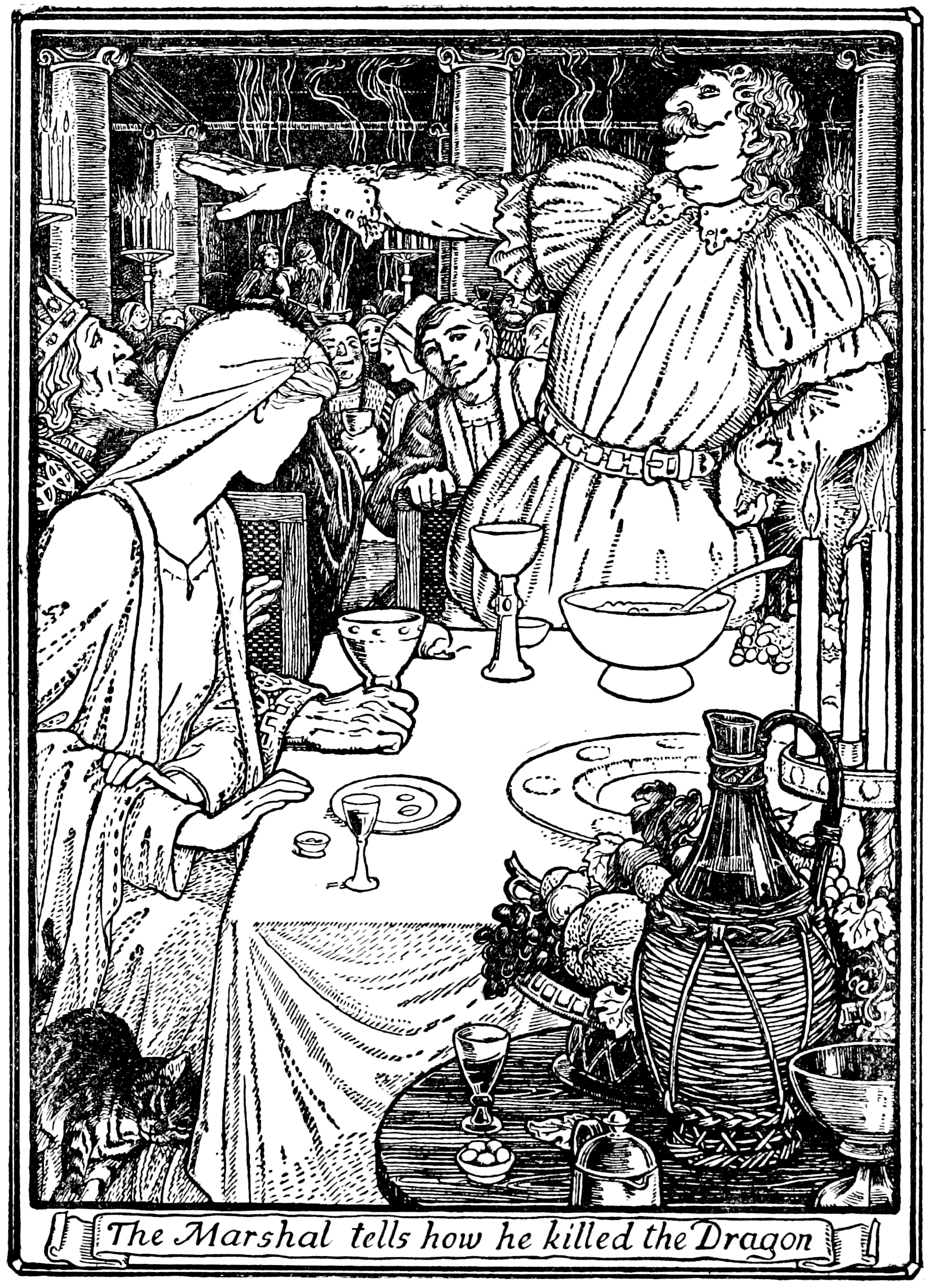
Маршал (лже-герой) розповідає суду, як він убив дракона. Ілюстрація Джона Баттена до «Книги казок Європи» Джозефа Джейкобса (1916).

Знову ж таки, якщо фальшивий герой залякує її, щоб вона мовчала про те, хто насправді вбив чудовисько (як у казці «Двоє братів»), коли герой з'являється, вона підтримає історію героя, але не скаже правду перед тим, як це зробить герой; вона часто погоджується вийти заміж за фальшивого претендента за відсутності героя.
Герой часто вирізав дракону язик, тож коли фальшивий герой відрізає голову дракону, його твердження про те, що саме він убив його, спростовується відсутністю язика; герой тоді показує язик і таким чином доводить своє право одружитися з принцесою.
Однак у деяких казках принцеса сама вживає заходів, щоб переконатися, що вона може ідентифікувати героя — відрізає шматок його плаща, як у «Джорджіку та Мерліні», дає йому монети, як у «Морській Діві» — і таким чином відокремлює його від фальшивого героя.

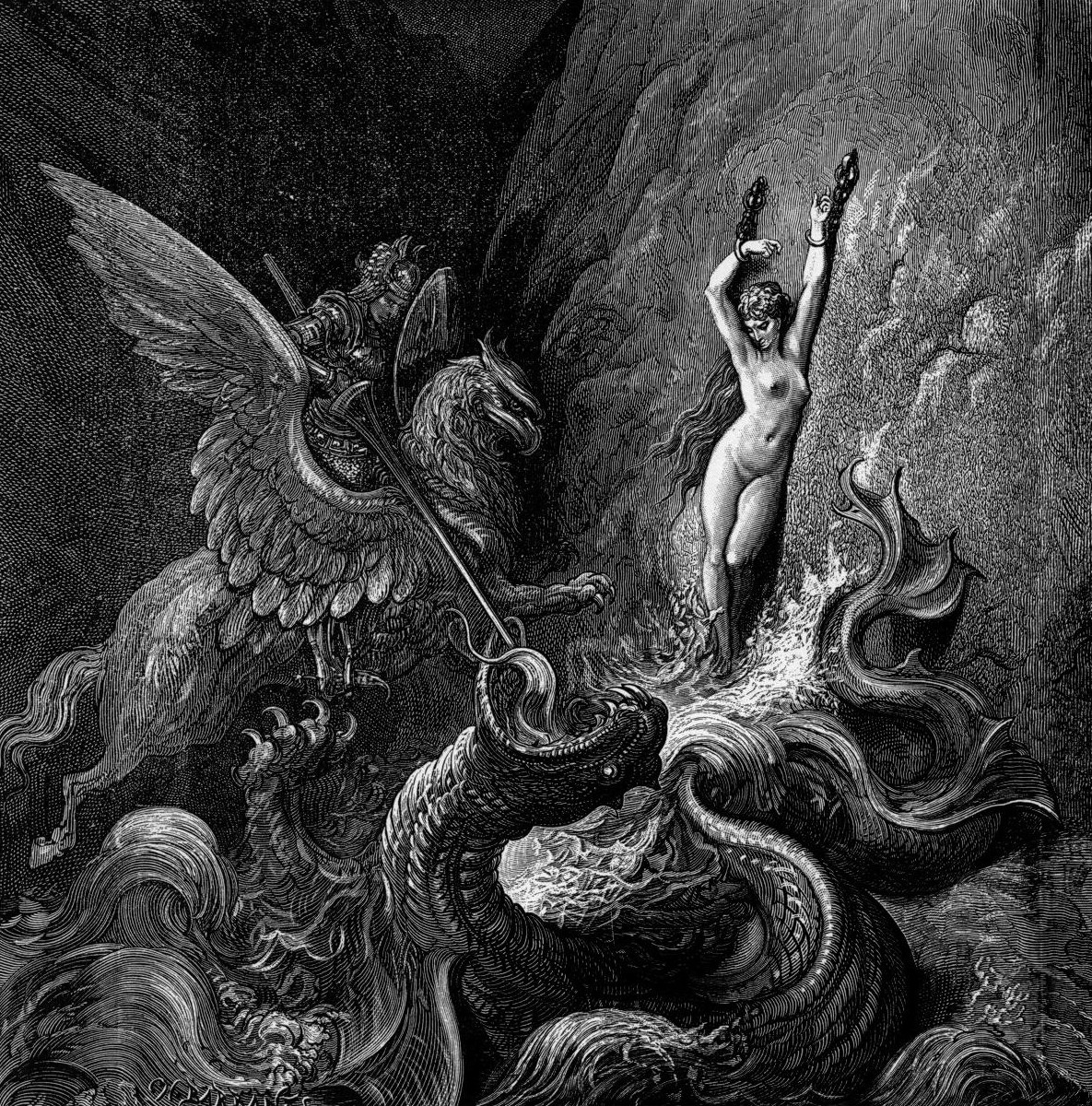
Руджеро рятує Анжеліку, ілюстрація до «Несамовитого Роланда» Гюстава Доре

Цей герой-драконоборець з'являється в середньовічних романах про мандрівних лицарів, наприклад, у руському Добрині Микитичі. У деяких варіантах «Трістана та Ізольди» Трістан завойовує Ізольду для свого дядька, короля Марка Корнуольського, вбивши дракона, який спустошував королівство її батька; він повинен довести свою претензію, коли королівський управитель заявляє, що це він вбивця драконів. Лудовіко Аріосто використав цю концепцію в «Орландо Фуріозо» («Несамовитий Роланд»), використовуючи її не один раз, а двічі: порятунок Анжеліки Руджеро та Орландо, який рятував Олімпію. Чудовисько, яке загрожувало Олімпії, знову пов'язане з грецькими міфами; хоча Аріосто описав це як легенду для персонажів, історія полягала в тому, що чудовисько виникло внаслідок образи проти Протея. Ні в тому, ні в іншому випадку він не одружував врятовану жінку з рятівником. Едмунд Спенсер зображує Святого Георгія в «Королеві фей», але хоча Уна — принцеса, яка шукає допомоги проти дракона, і її зображення на початку з ягням відповідає іконографії святого Георгія, дракон ставить під загрозу королівство її батьків, а не її одну. Багато казок про драконів, які закінчуються тим, що вбивця драконів одружується на принцесі, не зовсім відповідають цьому кліше, тому що принцесі загрожує не більша небезпека, ніж решті королівства, що знаходиться під загрозою.
Незвичайний варіант зустрічається в Баладі Чайлда 34, «Kemp Owyne» («Лицар Евайн»), де дракон є дівчиною; герой, заснований на Евайні з легенди про Артура, рятує її від перетворення трьома поцілунками.
Міфологічний компаративіст Жульєн д'Гюї провів аналітичне дослідження давнини та поширення міфу про боротьбу зі зміями чи драконами в різних культурних традиціях.
Дослідження припускають зв'язок між епізодом убивства дракона героєм і подорожжю на спині орла, схожість із месопотамським міфом про Етану.

## Галерея

### Персей і Андромеда

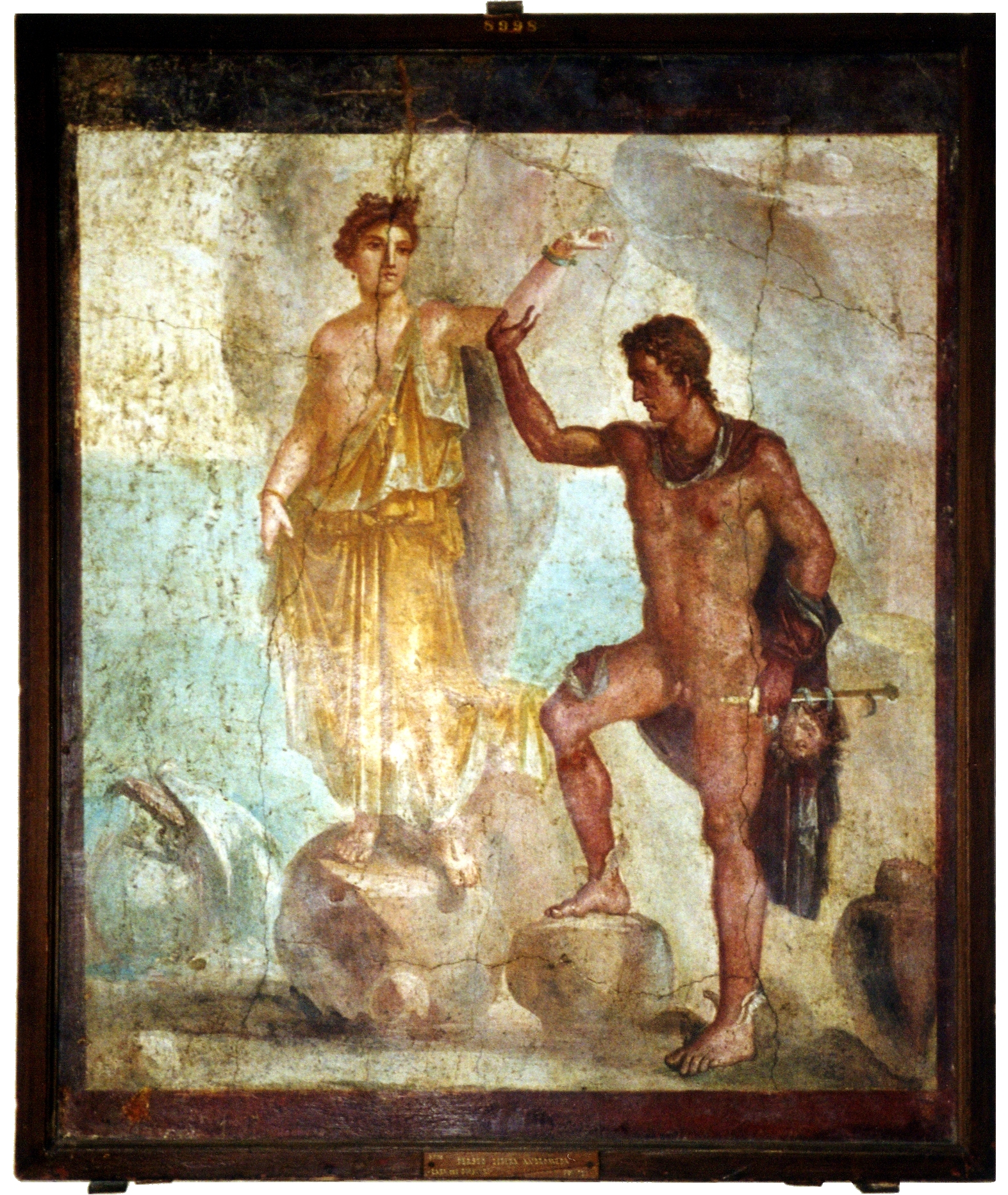
Персей звільняє Андромеди після вбивства Кета, фреска 1 століття нашої ери з Будинку Діоскурів, Помпеї.
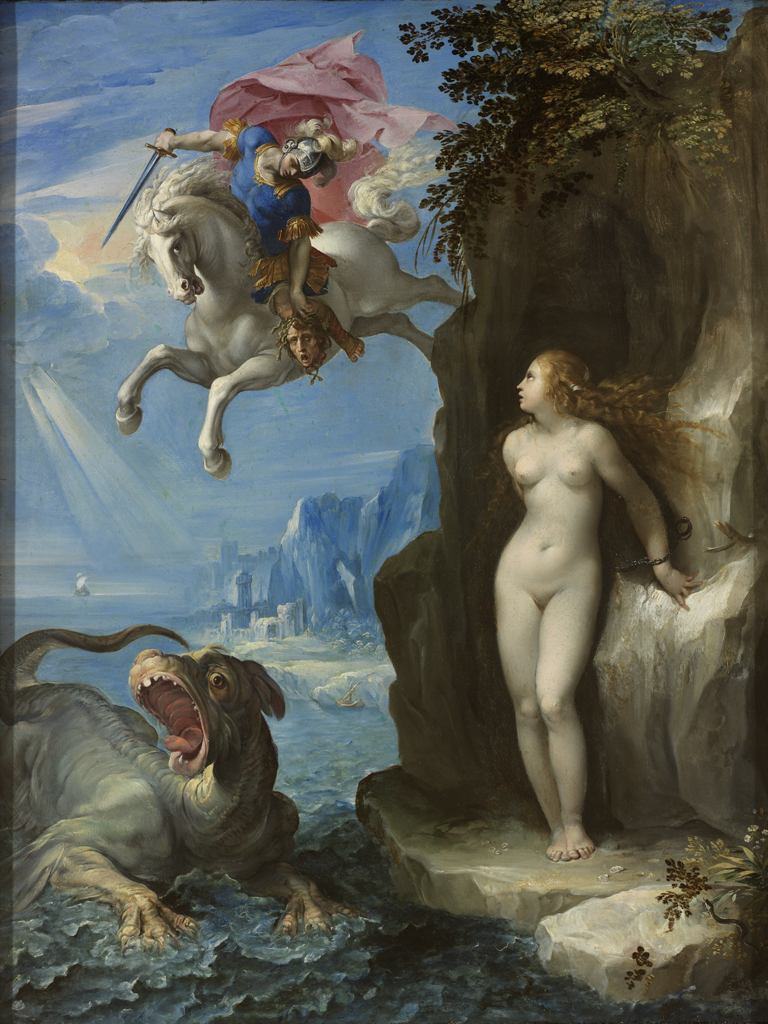
Персей і Андромеда, Джузеппе Чезарі, 1592 рік.
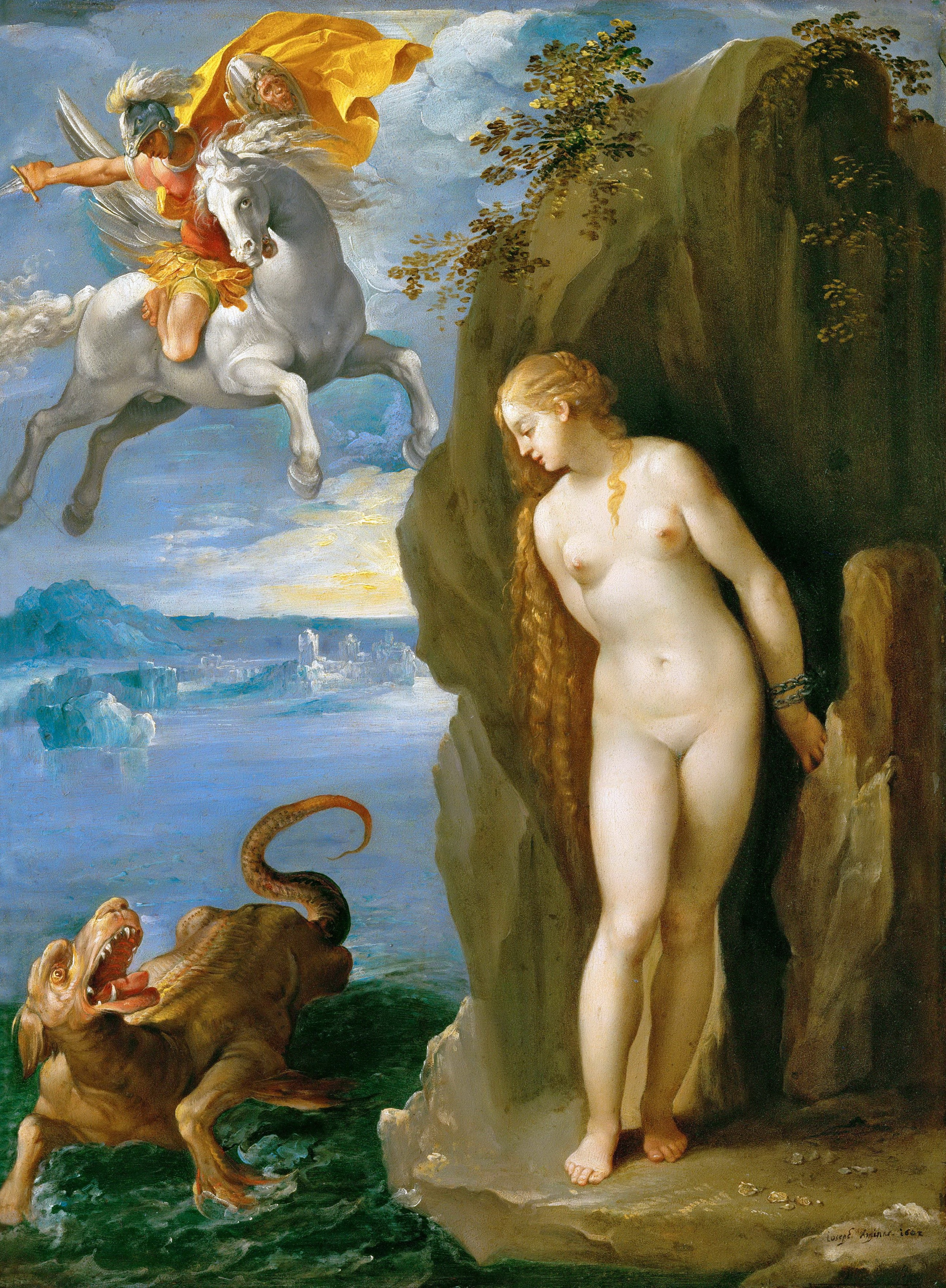
Персей і Андромеда, Джузеппе Чезарі, 1602 рік.
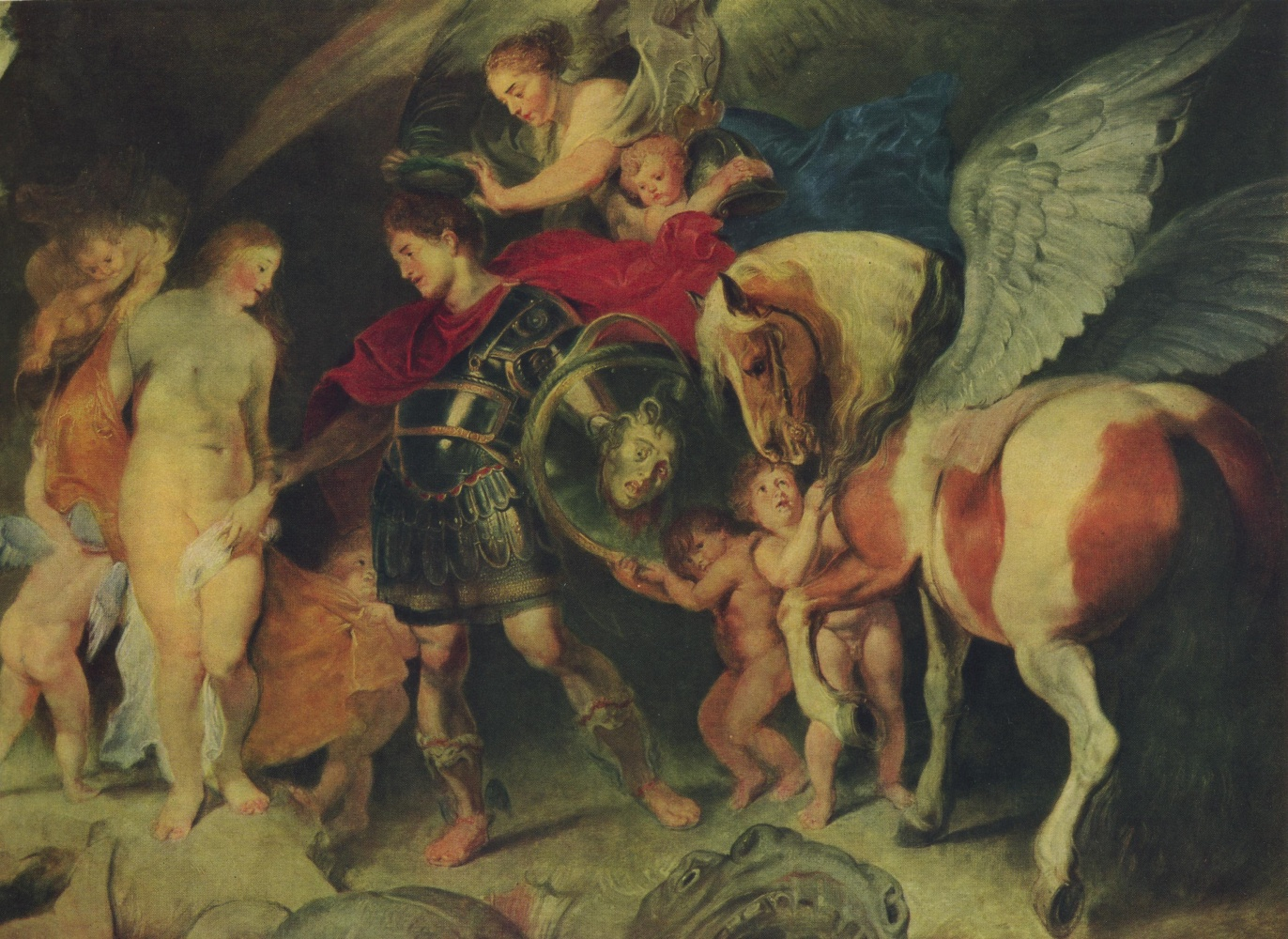
Персей і Андромеда, Пітер Пауль Рубенс, приблизно 1620-21.
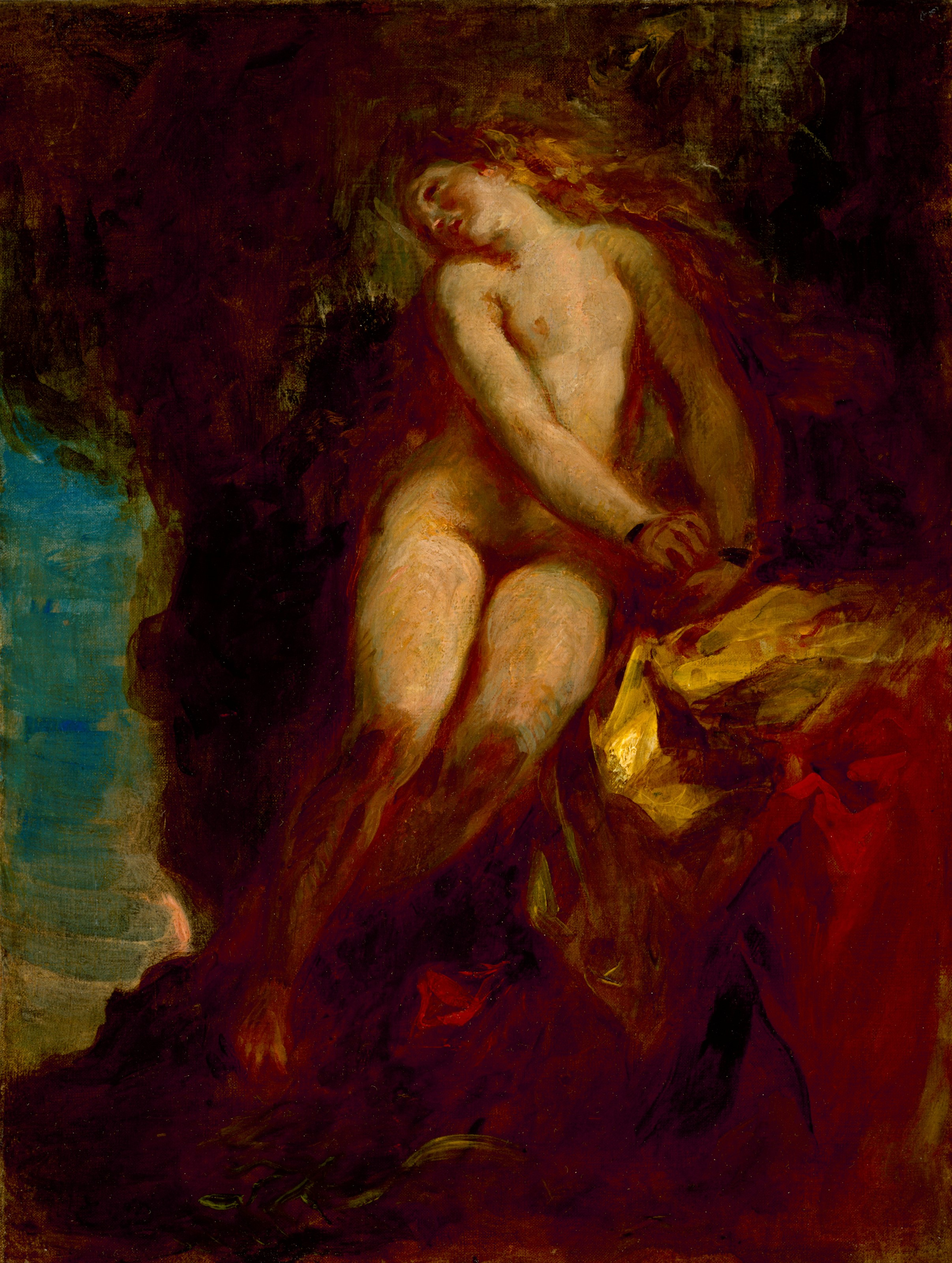
Андромеда Ежена Делакруа, 1852 рік.
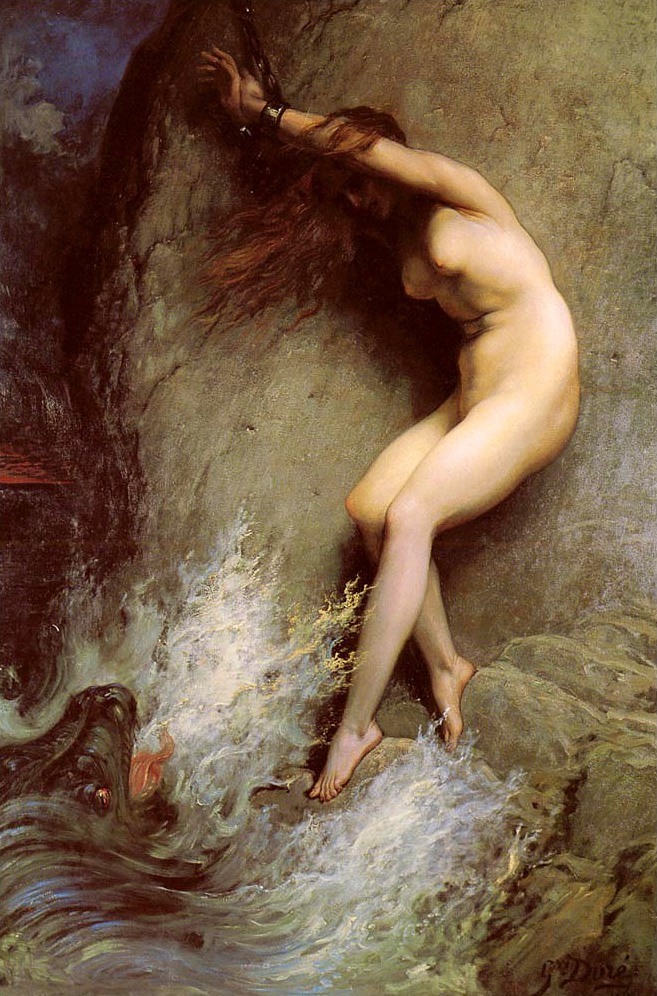
Андромеда Гюстава Доре, 1869.
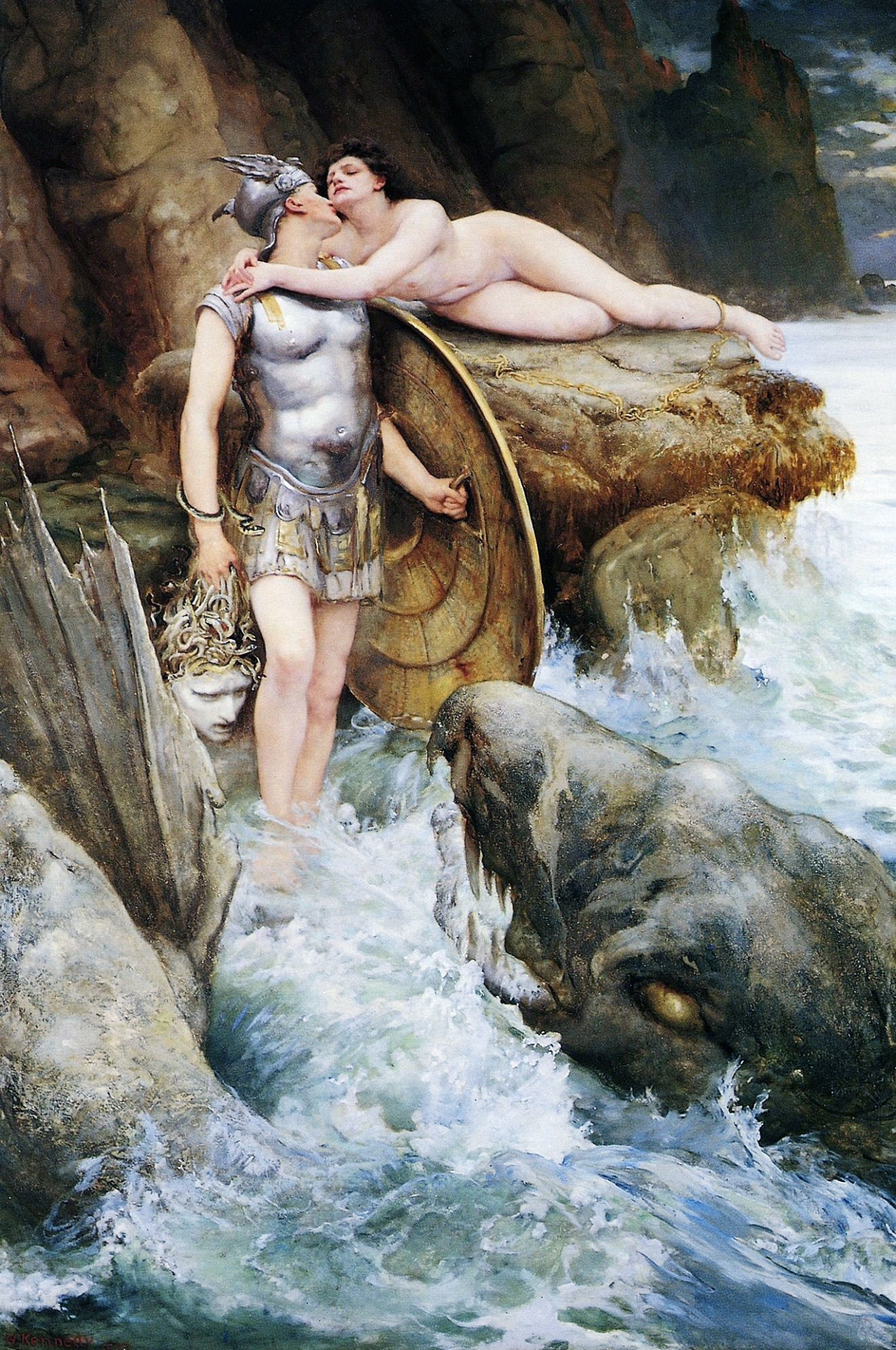
Персей і Андромеда, Чарльз Нейпір Кеннеді, 1892 рік.

### Святий Георгій і дракон

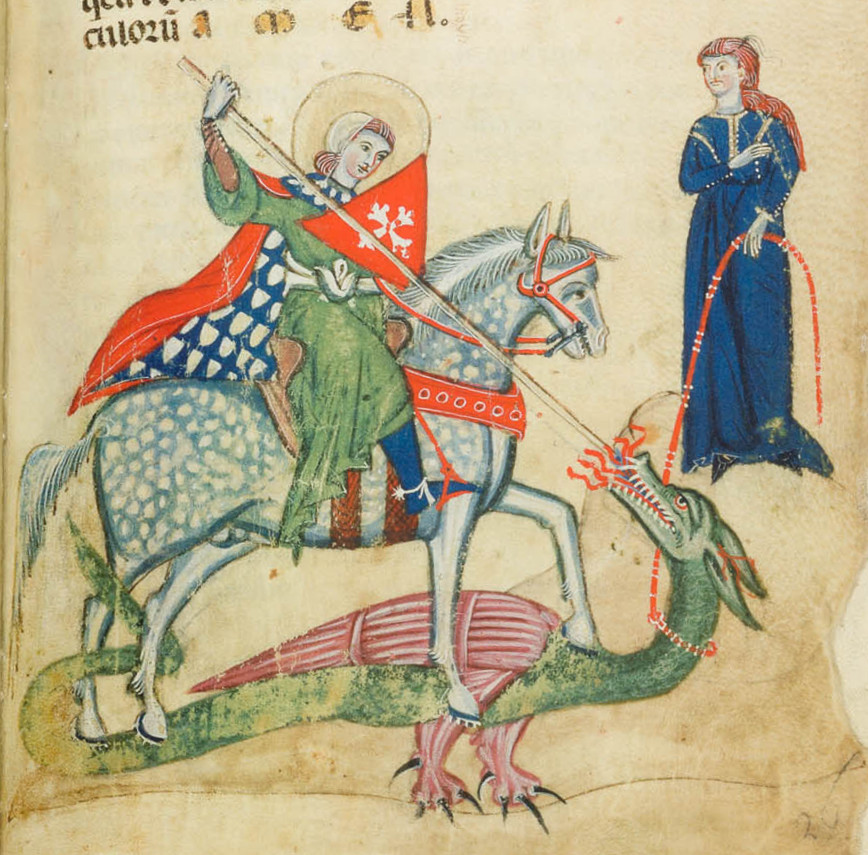
Св. Георгій і змій, 1270 р.
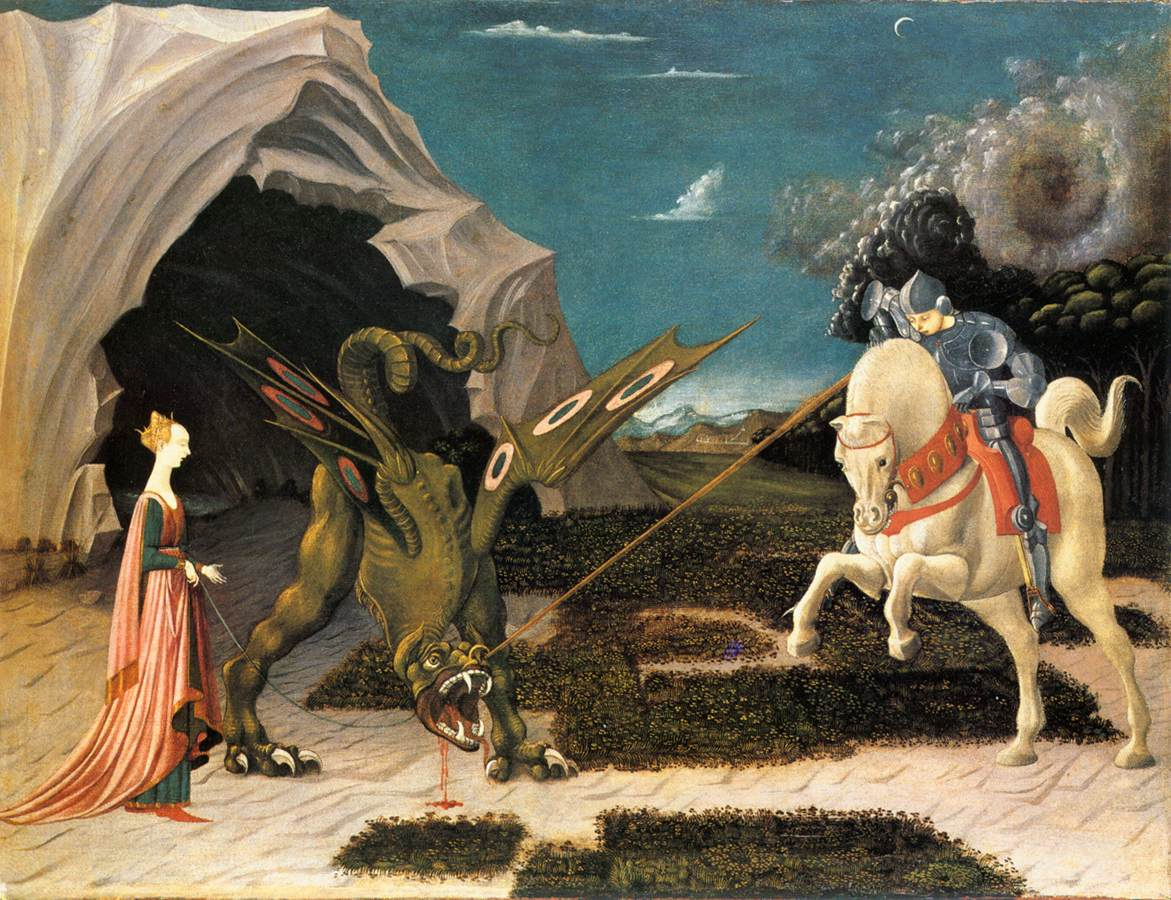
Святий Георгій і дракон, Паоло Учелло, 1456 рік.
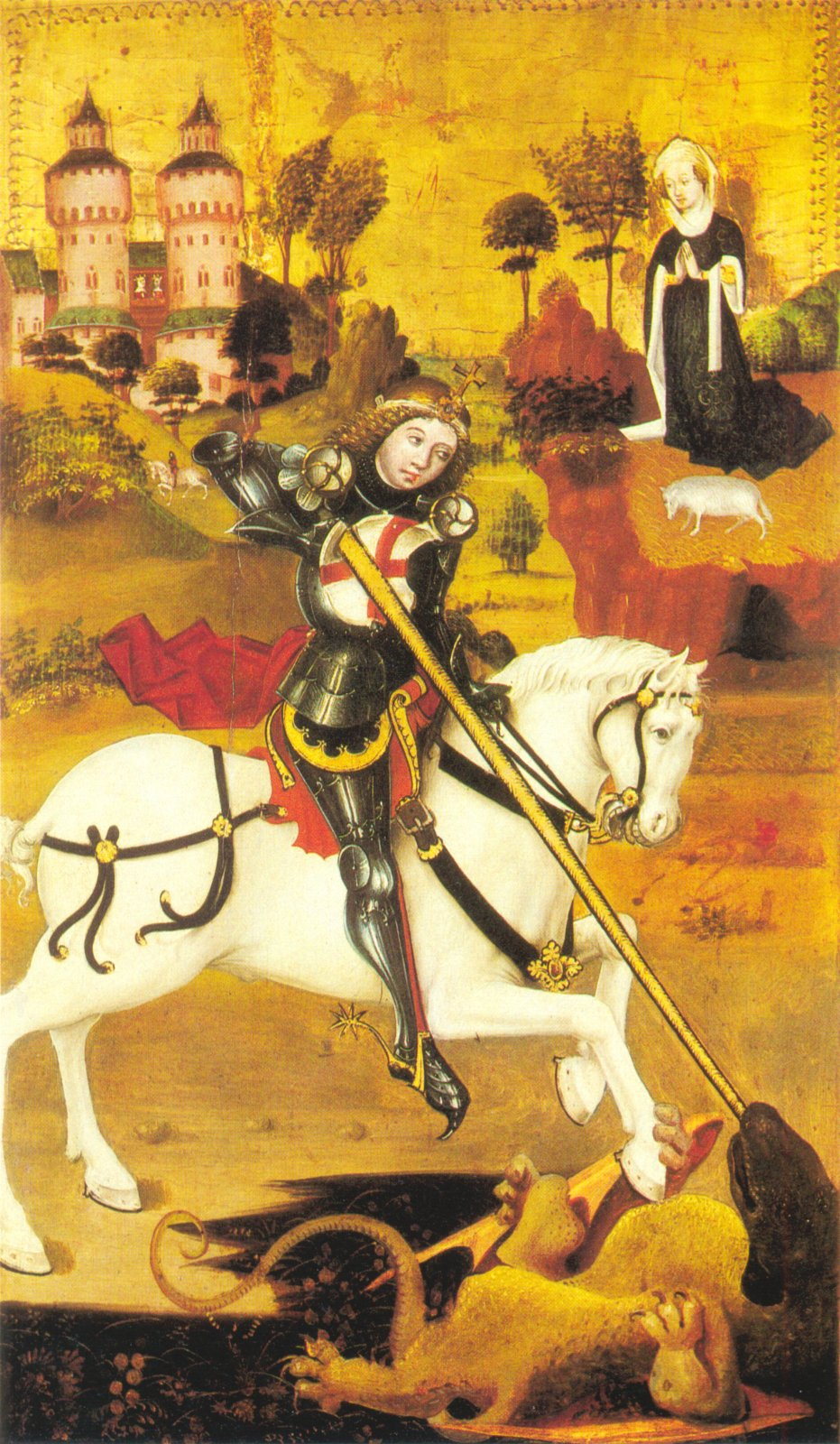
Святий Георгій і дракон, 1470.
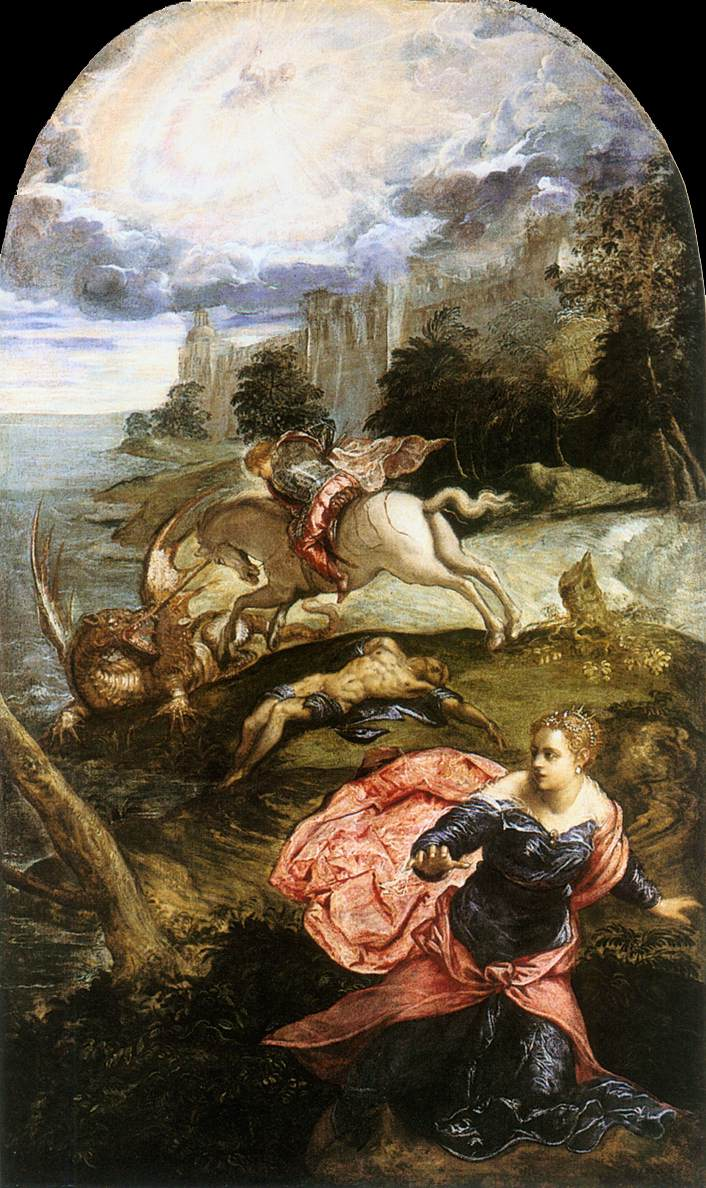
Святий Георгій і дракон, Якопо Тінторетто, 1555 рік.
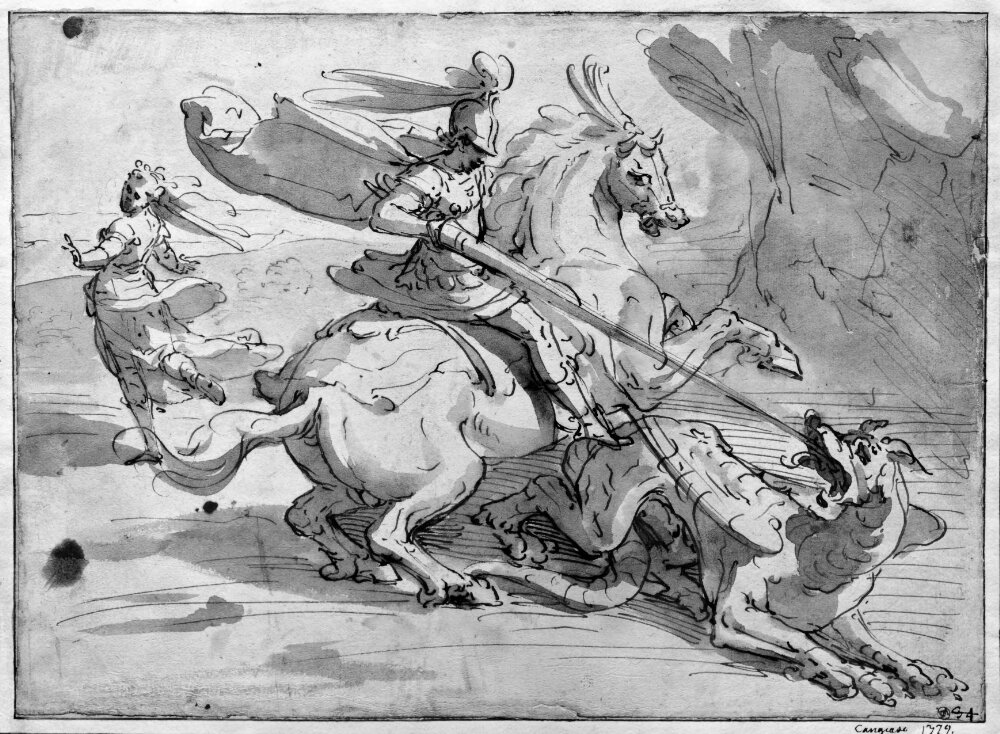
Св. Георгій і дракон, художник Лука Камб'язо, 1570 рік.
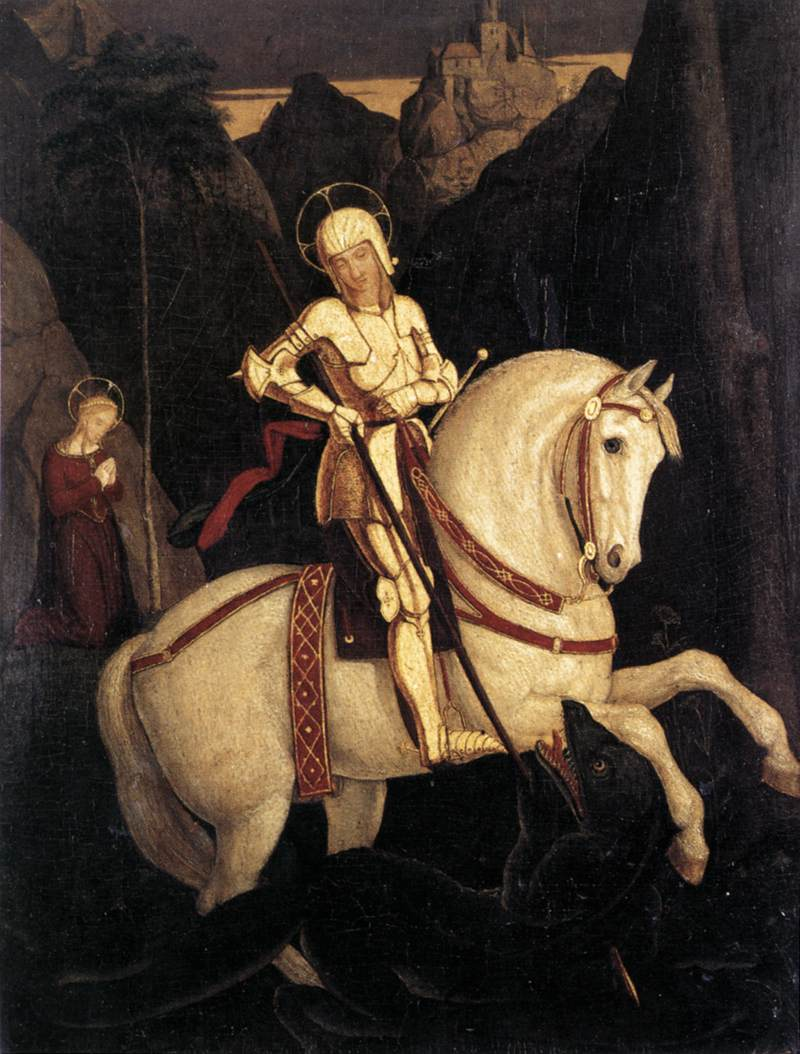
Св. Георгій і Дракон, Франц Пфорр, 1807 рік.
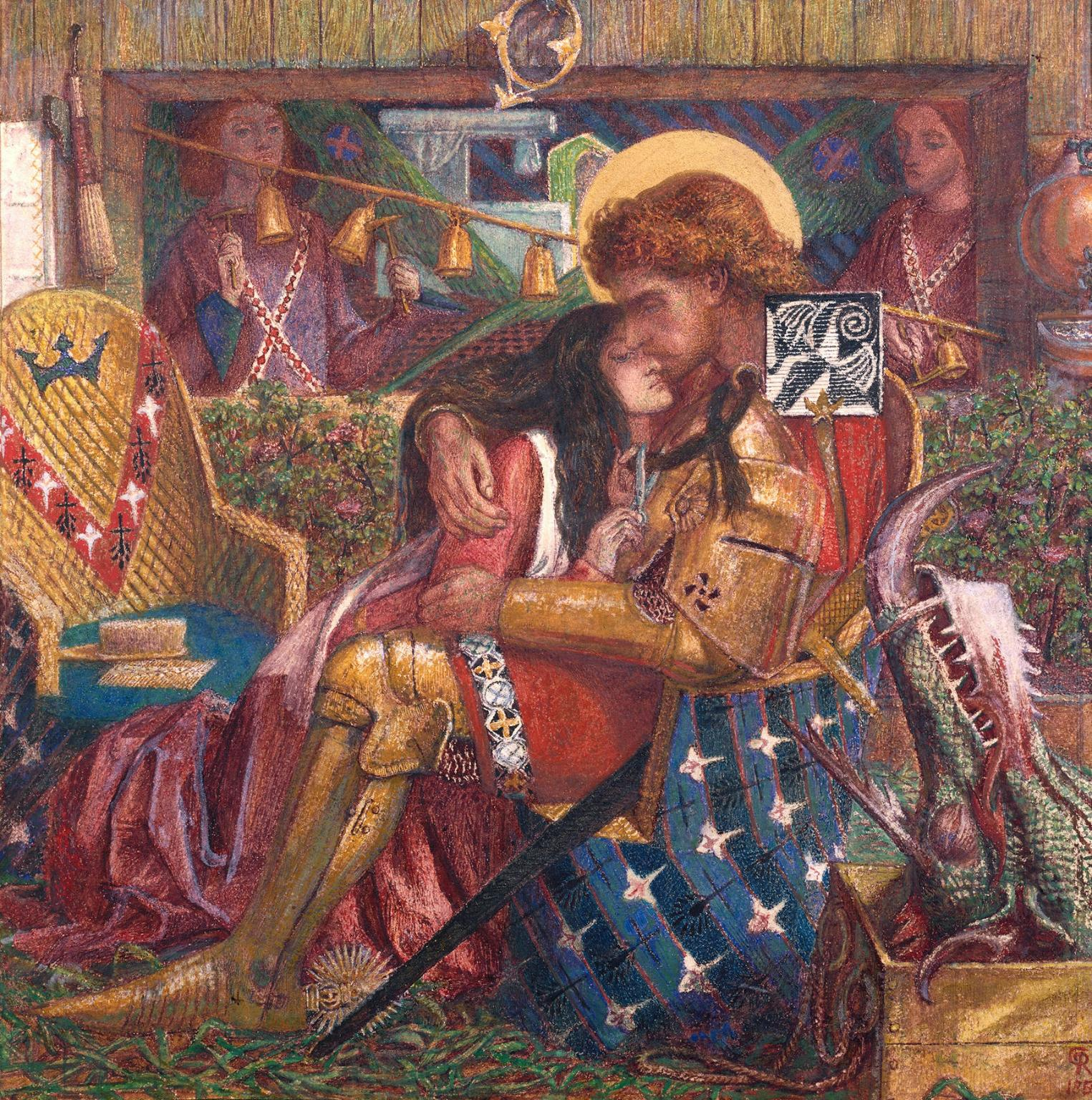
Весілля Святого Георгія та принцеси Сабра, художник Данте Габрієль Россетті, 1857 рік.
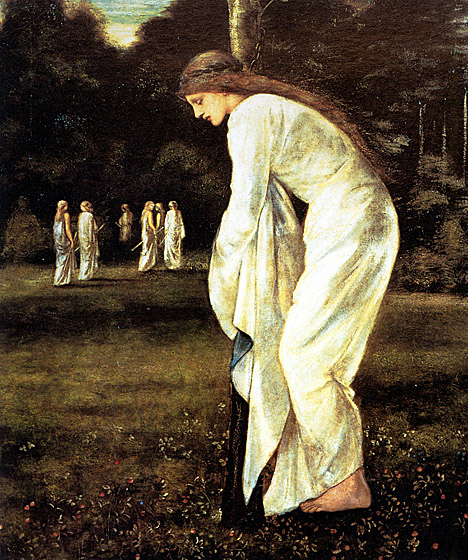
Принцеса, прив’язана до дерева, Едвард Берн-Джонс, 1866 рік.
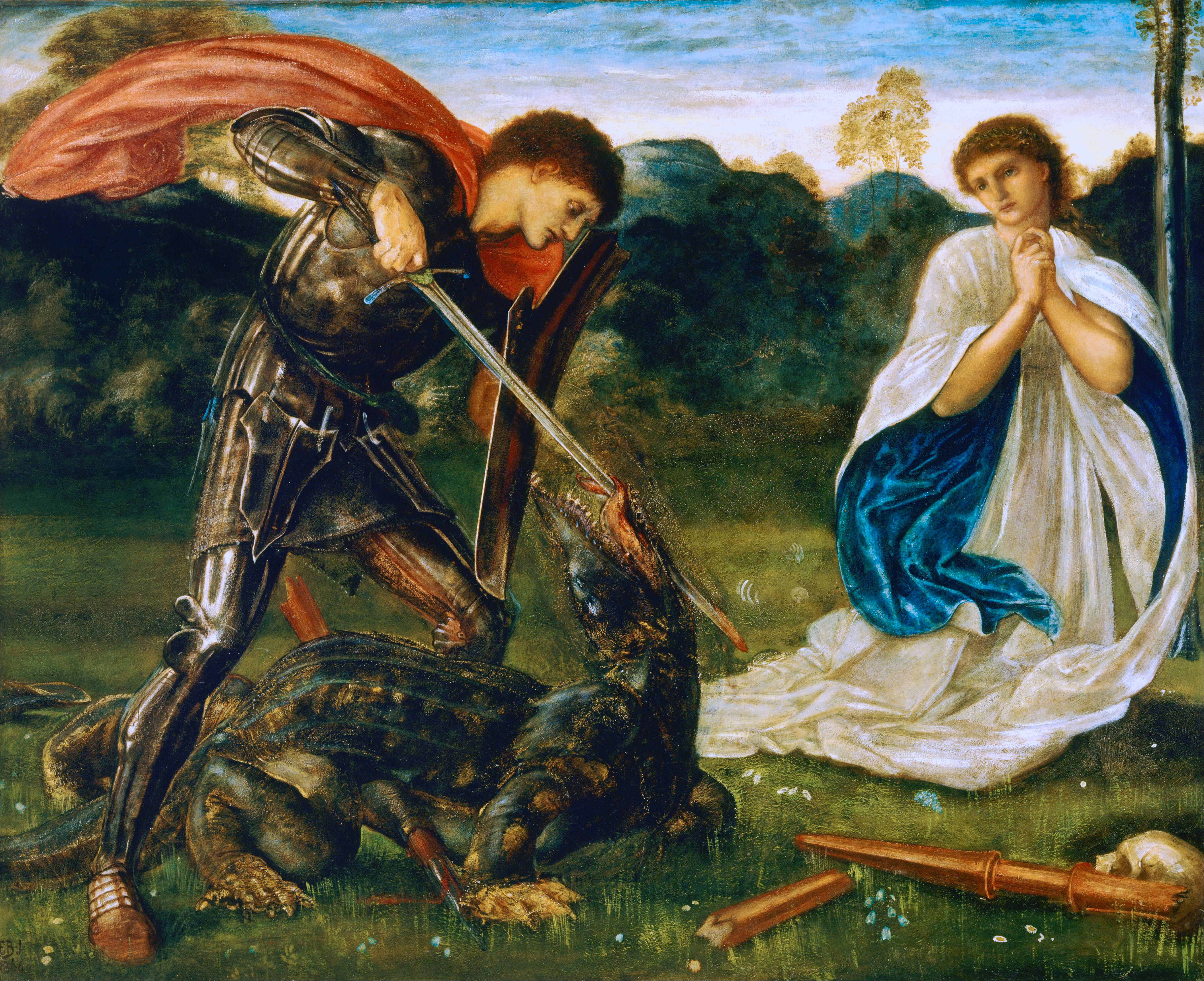
Св. Георгій вбиває дракона, художник Едвард Берн-Джонс, 1866 рік.
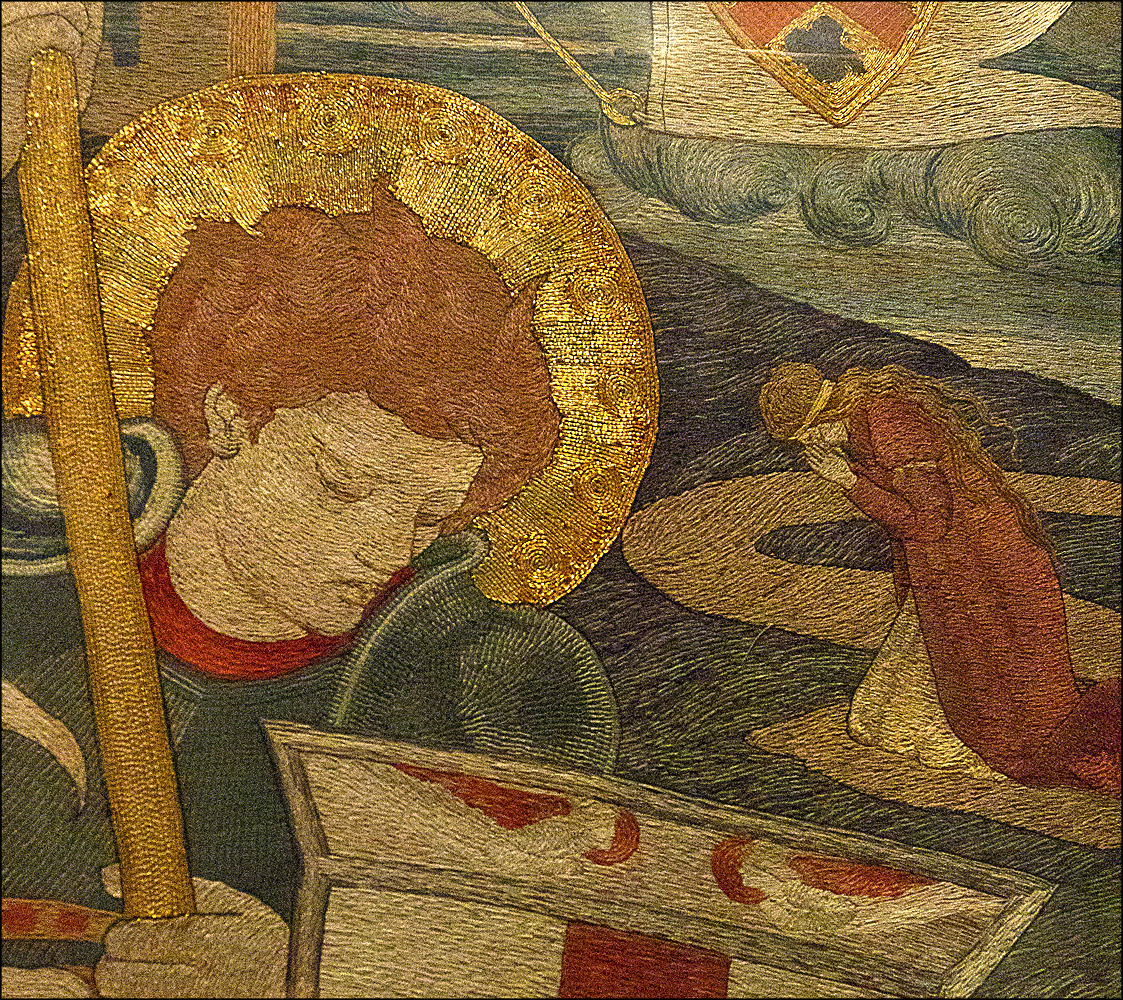
Св. Георгій вбиває дракона, а Уна молиться на задньому плані, художник Фібі Анна Тракуейр, 1904 рік.